# Plan de Guadalupe, Xochistlahuaca
Plan de Guadalupe är en ort i Mexiko.   Den ligger i kommunen Xochistlahuaca och delstaten Guerrero, i den sydöstra delen av landet, 300 km söder om huvudstaden Mexico City. Plan de Guadalupe ligger 572 meter över havet och antalet invånare är 246.
Terrängen runt Plan de Guadalupe är lite bergig. Runt Plan de Guadalupe är det ganska glesbefolkat, med 36 invånare per kvadratkilometer. Närmaste större samhälle är Santa María Zacatepec, 13,5 km öster om Plan de Guadalupe. Omgivningarna runt Plan de Guadalupe är en mosaik av jordbruksmark och naturlig växtlighet.